# Jégkorong az 1972. évi téli olimpiai játékokon
Az 1972. évi téli olimpiai játékokon a jégkorongtornát február 3. és 12. között a Szapporoi Makamanai Ice Arenaában és a Tsukisamu Indoor Skating Rinkben rendezték meg, tizenegy csapat részvételével. A tornát a címvédő szovjet csapat nyerte, ezúttal az amerikai válogatott elleni 7–2-es győzelmével. Kanada tiltakozásul távol maradt, mert a profi játékosokat nem engedték indulni az olimpiai versenyeken.

## Éremtáblázat
(Az egyes számoszlopok legmagasabb értéke, vagy értékei vastagítással kiemelve.)
| Az 1972. évi téli olimpiai játékok éremtáblázata jégkorongban | Az 1972. évi téli olimpiai játékok éremtáblázata jégkorongban | Az 1972. évi téli olimpiai játékok éremtáblázata jégkorongban | Az 1972. évi téli olimpiai játékok éremtáblázata jégkorongban | Az 1972. évi téli olimpiai játékok éremtáblázata jégkorongban | Olimpia  |
| ------------------------------------------------------------- | ------------------------------------------------------------- | ------------------------------------------------------------- | ------------------------------------------------------------- | ------------------------------------------------------------- | -------- |
|                                                               | Ország                                                        | Arany                                                         | Ezüst                                                         | Bronz                                                         | Összesen |
| 1.                                                            | Szovjetunió (URS)                                             | 1                                                             | 0                                                             | 0                                                             | 1        |
|                                                               |                                                               |                                                               |                                                               |                                                               |          |
| 2.                                                            | Egyesült Államok (USA)                                        | 0                                                             | 1                                                             | 0                                                             | 1        |
|                                                               |                                                               |                                                               |                                                               |                                                               |          |
| 3.                                                            | Csehszlovákia (TCH)                                           | 0                                                             | 0                                                             | 1                                                             | 1        |
|                                                               |                                                               |                                                               |                                                               |                                                               |          |
| Összesen                                                      | Összesen                                                      | 1                                                             | 1                                                             | 1                                                             | 3        |

## Érmesek
| Az 1972. évi téli olimpiai játékok érmesei jégkorongban | Az 1972. évi téli olimpiai játékok érmesei jégkorongban | Az 1972. évi téli olimpiai játékok érmesei jégkorongban | Az 1972. évi téli olimpiai játékok érmesei jégkorongban |
| --- | --- | --- | ------------------------------------------------------- |
| Arany | Ezüst | Bronz |                                                         |
| Szovjetunió (URS) | Egyesült Államok (USA) | Csehszlovákia (TCH) |                                                         |
| Vlagyiszlav Tretyjak Alekszandr Paskov Vitalij Davidov Viktor Kuzkin Alekszandr Ragulin Gennagyij Cigankov Vlagyimir Lutcsenko Valerij Vasziljev Igor Romisevszkij Jevgenyij Misakov Alekszandr Malcev Alekszandr Jakusev Vlagyimir Vikulov Anatolij Firszov Valerij Harlamov Jurij Blinov Borisz Mihajlov Vlagyimir Petrov Vlagyimir Sadrin Jevgenyij Zimin | Mike Curran Pete Sears Wally Olds Tom Mellor Frank Sanders Jim McElmury Bruce McIntosh Charles Brown Dick McGlynn Ron Naslund Robbie Ftorek Stu Irving Kevin Ahearn Henry Boucha Craig Sarner Timothy Sheehy Keith Christiansen Mark Howe | Vladimír Dzurilla Jiří Holeček Vladimír Bednář Rudolf Tajcnár Oldřich Machač František Pospíšil Josef Horešovský Karel Vohralík Václav Nedomanský Jiří Holík Jaroslav Holík Jiří Kochta Eduard Novák Richard Farda Josef Černý Vladimír Martinec Ivan Hlinka Bohuslav Šťastný |                                                         |

## Lebonyolítás
A selejtezőben a 11 csapatból Szovjetunió automatikusan a hatos döntő résztvevője volt. A maradék 10 csapat 5 párt alkotott, ebből a győztesek a hatos döntőbe jutottak, a vesztesek a 7.–11. helyért mérkőzhettek. A hatos döntőben, illetve a helyosztó csoportban a csapatok körmérkőzéseket játszottak, és a csoportok végeredménye jelentette egyben a torna végeredményét is.

## Mérkőzések

### Selejtezők
| 1972. február 3. | Japán (JPN) | 2 – 8 (0–1, 1–4, 1–3) | Csehszlovákia | Szapporo |

|  |  |  |  |  |
|  |  |  |  |  |
|  |  |  |  |  |
|  |  |  |  |  |

| 1972. február 3. | Svédország (SWE) | 8 – 1 (0–0, 4–0, 4–1) | Jugoszlávia | Szapporo |

|  |  |  |  |  |
|  |  |  |  |  |
|  |  |  |  |  |
|  |  |  |  |  |

| 1972. február 4. | Svájc (SUI) | 3 – 5 (1–2, 1–1, 1–2) | Egyesült Államok | Szapporo |

|  |  |  |  |  |
|  |  |  |  |  |
|  |  |  |  |  |
|  |  |  |  |  |

| 1972. február 4. | NSZK (FRG) | 0 – 4 (0–0, 0–3, 0–1) | Lengyelország | Szapporo |

|  |  |  |  |  |
|  |  |  |  |  |
|  |  |  |  |  |
|  |  |  |  |  |

| 1972. február 4. | Finnország (FIN) | 13 – 1 (3–1, 5–0, 5–0) | Norvégia | Szapporo |

|  |  |  |  |  |
|  |  |  |  |  |
|  |  |  |  |  |
|  |  |  |  |  |

### A 7–11. helyért
| 1972. február 6. | Norvégia (NOR) | 5 – 2 (0–1, 3–0, 2–1) | Jugoszlávia | Szapporo |

|  |  |  |  |  |
|  |  |  |  |  |
|  |  |  |  |  |
|  |  |  |  |  |

| 1972. február 6. | NSZK (FRG) | 5 – 0 (2–0, 0–0, 3–0) | Svájc | Szapporo |

|  |  |  |  |  |
|  |  |  |  |  |
|  |  |  |  |  |
|  |  |  |  |  |

| 1972. február 7. | Japán (JPN) | 3 – 3 (1–1, 2–0, 0–2) | Svájc | Szapporo |

|  |  |  |  |  |
|  |  |  |  |  |
|  |  |  |  |  |
|  |  |  |  |  |

| 1972. február 7. | NSZK (FRG) | 6 – 2 (2–1, 2–1, 2–1) | Jugoszlávia | Szapporo |

|  |  |  |  |  |
|  |  |  |  |  |
|  |  |  |  |  |
|  |  |  |  |  |

| 1972. február 9. | Japán (JPN) | 3 – 2 (2–2, 0–0, 1–0) | Jugoszlávia | Szapporo |

|  |  |  |  |  |
|  |  |  |  |  |
|  |  |  |  |  |
|  |  |  |  |  |

| 1972. február 9. | NSZK (FRG) | 5 – 1 (3–0, 0–0, 2–1) | Norvégia | Szapporo |

|  |  |  |  |  |
|  |  |  |  |  |
|  |  |  |  |  |
|  |  |  |  |  |

| 1972. február 10. | Japán (JPN) | 4 – 5 (2–2, 1–2, 1–1) | Norvégia | Szapporo |

|  |  |  |  |  |
|  |  |  |  |  |
|  |  |  |  |  |
|  |  |  |  |  |

| 1972. február 11. | Svájc (SUI) | 3 – 3 (1–3, 1–0, 1–0) | Jugoszlávia | Szapporo |

|  |  |  |  |  |
|  |  |  |  |  |
|  |  |  |  |  |
|  |  |  |  |  |

| 1972. február 12. | Japán (JPN) | 7 – 6 (3–1, 1–2, 3–3) | NSZK | Szapporo |

|  |  |  |  |  |
|  |  |  |  |  |
|  |  |  |  |  |
|  |  |  |  |  |

| 1972. február 12. | Svájc (SUI) | 3 – 5 (0–0, 2–1, 1–4) | Norvégia | Szapporo |

|  |  |  |  |  |
|  |  |  |  |  |
|  |  |  |  |  |
|  |  |  |  |  |

Végeredmény
| Csapat      | M | Gy | D | V | G+ | G– | Gk  | P |
| ----------- | - | -- | - | - | -- | -- | --- | - |
| NSZK        | 4 | 3  | 0 | 1 | 22 | 10 | +12 | 6 |
| Norvégia    | 4 | 3  | 0 | 1 | 16 | 14 | +2  | 6 |
| Japán       | 4 | 2  | 1 | 1 | 17 | 16 | +1  | 5 |
| Svájc       | 4 | 0  | 2 | 2 | 9  | 16 | –7  | 2 |
| Jugoszlávia | 4 | 0  | 1 | 3 | 9  | 17 | –8  | 1 |

### Hatos döntő
| 1972. február 5. | Szovjetunió (URS) | 9 – 3 (3–2, 3–1, 3–0) | Finnország | Szapporo |

|  |  |  |  |  |
|  |  |  |  |  |
|  |  |  |  |  |
|  |  |  |  |  |

| 1972. február 5. | Csehszlovákia (TCH) | 14 – 1 (5–0, 3–1, 6–0) | Lengyelország | Szapporo |

|  |  |  |  |  |
|  |  |  |  |  |
|  |  |  |  |  |
|  |  |  |  |  |

| 1972. február 5. | Svédország (SWE) | 5 – 1 (2–1, 1–0, 2–0) | Egyesült Államok | Szapporo |

|  |  |  |  |  |
|  |  |  |  |  |
|  |  |  |  |  |
|  |  |  |  |  |

| 1972. február 7. | Szovjetunió (URS) | 3 – 3 (1–0, 1–0, 1–3) | Svédország | Szapporo |

|  |  |  |  |  |
|  |  |  |  |  |
|  |  |  |  |  |
|  |  |  |  |  |

| 1972. február 7. | Csehszlovákia (TCH) | 1 – 5 (1–1, 0–3, 0–1) | Egyesült Államok | Szapporo |

|  |  |  |  |  |
|  |  |  |  |  |
|  |  |  |  |  |
|  |  |  |  |  |

| 1972. február 7. | Finnország (FIN) | 5 – 1 (0–0, 4–0, 1–1) | Lengyelország | Szapporo |

|  |  |  |  |  |
|  |  |  |  |  |
|  |  |  |  |  |
|  |  |  |  |  |

| 1972. február 8. | Csehszlovákia (TCH) | 7 – 1 (1–0, 3–0, 3–1) | Finnország | Szapporo |

|  |  |  |  |  |
|  |  |  |  |  |
|  |  |  |  |  |
|  |  |  |  |  |

| 1972. február 9. | Svédország (SWE) | 5 – 3 (1–0, 4–2, 0–1) | Lengyelország | Szapporo |

|  |  |  |  |  |
|  |  |  |  |  |
|  |  |  |  |  |
|  |  |  |  |  |

| 1972. február 9. | Szovjetunió (URS) | 7 – 2 (2–0, 3–0, 2–2) | Egyesült Államok | Szapporo |

|  |  |  |  |  |
|  |  |  |  |  |
|  |  |  |  |  |
|  |  |  |  |  |

| 1972. február 10. | Csehszlovákia (TCH) | 2 – 1 (0–0, 0–0, 2–1) | Svédország | Szapporo |

|  |  |  |  |  |
|  |  |  |  |  |
|  |  |  |  |  |
|  |  |  |  |  |

| 1972. február 10. | Szovjetunió (URS) | 9 – 3 (4–0, 4–2, 1–1) | Lengyelország | Szapporo |

|  |  |  |  |  |
|  |  |  |  |  |
|  |  |  |  |  |
|  |  |  |  |  |

| 1972. február 10. | Finnország (FIN) | 1 – 4 (1–2, 0–1, 0–1) | Egyesült Államok | Szapporo |

|  |  |  |  |  |
|  |  |  |  |  |
|  |  |  |  |  |
|  |  |  |  |  |

| 1972. február 12. | Egyesült Államok (USA) | 6 – 1 (2–0, 2–0, 2–1) | Lengyelország | Szapporo |

|  |  |  |  |  |
|  |  |  |  |  |
|  |  |  |  |  |
|  |  |  |  |  |

| 1972. február 13. | Svédország (SWE) | 3 – 4 (2–1, 1–1, 0–2) | Finnország | Szapporo |

|  |  |  |  |  |
|  |  |  |  |  |
|  |  |  |  |  |
|  |  |  |  |  |

| 1972. február 13. | Szovjetunió (URS) | 5 – 2 (2–0, 2–1, 1–1) | Csehszlovákia | Szapporo |

|  |  |  |  |  |
|  |  |  |  |  |
|  |  |  |  |  |
|  |  |  |  |  |

Végeredmény
| Csapat           | M | Gy | D | V | G+ | G– | Gk  | P |
| ---------------- | - | -- | - | - | -- | -- | --- | - |
| Szovjetunió      | 5 | 4  | 1 | 0 | 33 | 13 | +20 | 9 |
| Egyesült Államok | 5 | 3  | 0 | 2 | 18 | 15 | +3  | 6 |
| Csehszlovákia    | 5 | 3  | 0 | 2 | 26 | 13 | +13 | 6 |
| Svédország       | 5 | 2  | 1 | 2 | 17 | 13 | +4  | 5 |
| Finnország       | 5 | 2  | 0 | 3 | 14 | 24 | –10 | 4 |
| Lengyelország    | 5 | 0  | 0 | 5 | 9  | 39 | –30 | 0 |

- Az Egyesült Államok és Csehszlovákia között az egymás elleni eredmény (5–1) döntött.

| Az 1972. évi téli olimpiai játékok férfi jégkorongtornájának olimpiai bajnoka |
| · SZOVJETUNIÓ · 4. cím                                                        |
| ----------------------------------------------------------------------------- |

## Végeredmény
| Helyezés | Csapat                 | M | Gy | D | V | G+ | G– | Gk  | P |
| -------- | ---------------------- | - | -- | - | - | -- | -- | --- | - |
| Arany    | Szovjetunió (URS)      | 5 | 4  | 1 | 0 | 33 | 13 | +20 | 9 |
| Ezüst    | Egyesült Államok (USA) | 6 | 4  | 0 | 2 | 23 | 18 | +5  | 8 |
| Bronz    | Csehszlovákia (TCH)    | 6 | 4  | 0 | 2 | 34 | 15 | +19 | 8 |
| 4.       | Svédország (SWE)       | 6 | 3  | 1 | 2 | 25 | 14 | +11 | 7 |
| 5.       | Finnország (FIN)       | 6 | 3  | 0 | 3 | 27 | 25 | +2  | 6 |
| 6.       | Lengyelország (POL)    | 6 | 1  | 0 | 5 | 13 | 39 | –26 | 2 |
|          |                        |   |    |   |   |    |    |     |   |
| 7.       | NSZK (FRG)             | 5 | 3  | 0 | 2 | 22 | 14 | +8  | 6 |
| 8.       | Norvégia (NOR)         | 5 | 3  | 0 | 2 | 17 | 27 | –10 | 6 |
| 9.       | Japán (JPN)            | 5 | 2  | 1 | 2 | 19 | 24 | –5  | 5 |
| 10.      | Svájc (SUI)            | 5 | 0  | 2 | 3 | 12 | 21 | –9  | 2 |
| 11.      | Jugoszlávia (YUG)      | 5 | 0  | 1 | 4 | 10 | 25 | –15 | 1 |